# 新普韋布洛區 (切彭省)
新普韋布洛區（西班牙語：Distrito de Pueblo Nuevo），是秘魯的一個區，位於該國西北部拉利伯塔德大區的切彭省，始建於1935年4月18日，面積271.16平方公里，海拔高度72米，2005年人口11,249，人口密度每平方公里41人。